# Comté de Seneca (Ohio)
Pour les articles homonymes, voir Comté de Seneca.
Le comté de Seneca – en anglais : Seneca County – est un des 88 comtés de l'État de l'Ohio, aux États-Unis.
Son siège est fixé à Tiffin.

## Géographie
Selon les données du Bureau du recensement des États-Unis, le comté de Seneva a une superficie de 1 431 km² (soit 552 mi²), dont 1 426 km² (soit 551 m²) en surfaces terrestres et 5 km² (soit 2 mi²) en surfaces aquatiques.

## Comtés limitrophes
- Comté de Sandusky, au nord
- Comté de Huron, à l'est
- Comté de Crawford, au sud-est
- Comté de Wyandot, au sud-ouest
- Comté de Hancock, à l'ouest
- Comté de Wood, au nord-ouest

## Démographie
Le comté était peuplé, lors du recensement de 2000, de 58 683 habitants.